# Brad Wenstrup
Brad Robert Wenstrup (Cincinnati, 17 giugno 1958) è un politico statunitense, membro della Camera dei Rappresentanti per lo stato dell'Ohio dal 2013 al 2025.

## Biografia
Nato a Cincinnati, Wenstrup si laureò in medicina e lavorò come podiatra per molti anni.
Entrato in politica con il Partito Repubblicano, nel 2009 si candidò alla carica di sindaco di Cincinnati sfidando il democratico in carica Mark L. Mallory, ma perse le elezioni.
Nel 2012 si candidò alla Camera dei Rappresentanti e nelle primarie repubblicane sconfisse la deputata in carica Jean Schmidt, per poi vincere anche contro l'avversario democratico e divenire così deputato. Fu riconfermato nelle successive elezioni.